# Copa da Noruega de Futebol
A Copa da Noruega, mais conhecida como Copa NM, é um torneio de futebol disputado desde 1902, o que a torna a competição mais antiga do país. Ela é considerada a segunda competição nacional mais importante da Noruega e é organizada anualmente pela Associação Norueguesa de Futebol.

## História
A primeira edição foi disputada em 1902, e Oscar II apresentou a Copa do Rei no torneio inaugural. Este foi um torneio de convite, organizado pelo Kristiania IF e pela Associação Norueguesa de Futebol, que mais tarde recebeu status oficial. Cinco times participaram da competição.
O Grane (Nordstrand) venceu a primeira Copa da Noruega depois de derrotar o Odd Grenland por 2 a 0. O primeiro torneio a ter status oficial foi a Copa da Noruega de 1904,
 foi vencida pelo Odd Grenland.

## Formato e Participantes
Visão Geral
Antes das rodadas principais, duas rodadas qualificatórias acontecem em março e abril. 176 clubes das divisões 4 e 5 participam da primeira rodada de qualificação, e 44 avançam para a primeira fase, onde se juntam a 84 times das divisões 1, 2 e 3.
A primeira rodada da copa é realizada em abril, quase no mesmo período em que começa a temporada da Eliteserien. As duas primeiras rodadas são organizadas pela Associação Norueguesa de Futebol, e os times da primeira divisão geralmente enfrentam equipes amadoras mais fracas, muitas vezes em áreas rurais, no campo das equipes amadoras. 
A partir da terceira rodada até a semifinal, os confrontos são sorteados aleatoriamente, as equipes se enfrentam uma vez, e o vencedor avança para a próxima fase. A final é realizada no Estádio Ullevaal em novembro ou dezembro, perto do final da temporada de futebol norueguês.
Cronograma
A maioria dos participantes da divisão 4 e todos os participantes da divisão 5 precisam jogar as rodadas qualificatórias para ingressar na competição principal. Os meses em que as rodadas são jogadas são tradicionais, com as datas exatas sujeitas ao calendário de cada ano.
| Rodada                          | Novos participantes         | Mês      | Número de partidas |
| ------------------------------- | --------------------------- | -------- | ------------------ |
| Competição de Qualificação      |                             |          |                    |
| Primeira Rodada de Qualificação | Clubes da Divisões 4 e 5    | Março    | 88                 |
| Segunda Rodada de Qualificação  | nenhum                      | Abril    | 44                 |
| Competição Principal            |                             |          |                    |
| Primeira Rodada                 | Clubes da Divisões 1, 2 e 3 | Abril    | 64                 |
| Segunda Rodada                  | nenhum                      | Maio     | 32                 |
| Terceira Rodada                 | nenhum                      | Maio     | 16                 |
| Quarta Rodada                   | nenhum                      | Junho    | 8                  |
| Quartas de Final                | nenhum                      | Agosto   | 4                  |
| Semifinais                      | nenhum                      | Setembro | 2                  |
| Final                           | nenhum                      | Dezembro | 1                  |

Desempate
Em todas as rodadas, se uma partida resultar em empate após o tempo normal, o vencedor é definido por um período de 
tempo extra e, se ainda necessário, uma disputa de pênaltis . Anteriormente, as partidas que resultavam em empate (após o tempo normal) iriam para um replay , jogado no local do time visitante.

## Títulos por clube

### Results by team
Since its establishment, the Norwegian Cup has been won by 27 different teams. Teams shown in italics are no longer in existence.
| Clube                                 | Títulos | Vice-Campeão | Temporada                                                              |
| ------------------------------------- | ------- | ------------ | ---------------------------------------------------------------------- |
| Odd                                   | 12      | 9            | 1903, 1904, 1905, 1906, 1913, 1915, 1919, 1922, 1924, 1926, 1931, 2000 |
| Fredrikstad                           | 12      | 7            | 1932, 1935, 1936, 1938, 1940, 1950, 1957, 1961, 1966, 1984, 2006, 2024 |
| Rosenborg                             | 12      | 6            | 1960, 1964, 1971, 1988, 1990, 1992, 1995, 1999, 2003, 2015, 2016, 2018 |
| Lyn                                   | 8       | 6            | 1908, 1909, 1910, 1911, 1945, 1946, 1967, 1968                         |
| Skeid                                 | 8       | 3            | 1947, 1954, 1955, 1956, 1958, 1963, 1965, 1974                         |
| Brann                                 | 7       | 9            | 1923, 1925, 1972, 1976, 1982, 2004, 2022                               |
| Lillestrøm                            | 6       | 8            | 1977, 1978, 1981, 1985, 2007, 2017                                     |
| Sarpsborg                             | 6       | 6            | 1917, 1929, 1939, 1948, 1949, 1951                                     |
| Viking                                | 6       | 5            | 1953, 1959, 1979, 1989, 2001, 2019                                     |
| Molde                                 | 6       | 4            | 1994, 2005, 2013, 2014, 2021, 2023                                     |
| Strømsgodset                          | 5       | 3            | 1969, 1970, 1973, 1991, 2010                                           |
| Ørn-Horten                            | 4       | 4            | 1920, 1927, 1928, 1930                                                 |
| Vålerenga                             | 4       | 2            | 1980, 1997, 2002, 2008                                                 |
| Mjøndalen                             | 3       | 5            | 1933, 1934, 1937                                                       |
| Frigg                                 | 3       | 3            | 1914, 1916, 1921                                                       |
| Bodø/Glimt                            | 2       | 5            | 1975, 1993                                                             |
| Mercantile                            | 2       | 1            | 1907, 1912                                                             |
| Tromsø                                | 2       | 1            | 1986, 1996                                                             |
| Aalesund                              | 2       | –            | 2009, 2011                                                             |
| Kvik Halden (Fredrikshald until 1928) | 1       | 2            | 1918                                                                   |
| SK Grane                              | 1       | 1            | 1902                                                                   |
| Gjøvik/Lyn                            | 1       | 1            | 1962                                                                   |
| Moss                                  | 1       | 1            | 1983                                                                   |
| Bryne                                 | 1       | 1            | 1987                                                                   |
| Stabæk                                | 1       | 1            | 1998                                                                   |
| Sparta                                | 1       | –            | 1952                                                                   |
| Hødd                                  | 1       | –            | 2012                                                                   |
| Urædd (includes Porsgrunds FC)        | –       | 2            | –                                                                      |
| Sandefjord BK                         | –       | 2            | –                                                                      |
| Vard Haugesund                        | –       | 2            | –                                                                      |
| Haugar                                | –       | 2            | –                                                                      |
| Sarpsborg 08                          | –       | 2            | –                                                                      |
| Haugesund                             | –       | 2            | –                                                                      |
| Akademisk Kristiania                  | –       | 1            | –                                                                      |
| Fram Larvik                           | –       | 1            | –                                                                      |
| Drafn                                 | –       | 1            | –                                                                      |
| Drammens BK                           | –       | 1            | –                                                                      |
| Asker                                 | –       | 1            | –                                                                      |
| Solberg                               | –       | 1            | –                                                                      |
| Larvik Turn                           | –       | 1            | –                                                                      |
| Sogndal                               | –       | 1            | –                                                                      |
| Fyllingen                             | –       | 1            | –                                                                      |
| Sandefjord                            | –       | 1            | –                                                                      |
| Follo                                 | –       | 1            | –                                                                      |